# Miltoniopsis roezlii
Espèce
Miltoniopsis roezlii est une espèce d'orchidées du genre Miltoniopsis.